# Adamita
L'adamita és un mineral del grup de l'olivenita que pertany a la classe dels fosfats. El seu nom va ser proposat per Charles Friedel l'any 1866 en honor del geòleg francès Gilbert-Joseph Adam (1795-1881), qui va descobrir el primer exemplar a Chañarcillo, Atacama (Xile).

## Característiques
Forma part de la sèrie adamita-olivenita, i és el dimorf ortoròmbic de la paradamita. Depenent de la presència d'altres elements a la seva composició se'n coneixen diferents varietats: alumoadamita, cobaltoadamita ((Zn, Co)AsO₄OH), cuproadamita ((Zn, Cu)₂AsO₄OH), manganadamita ((Zn, Mn)₂AsO₄OH) o niqueladamita ((Zn, Ni)₂AsO₄(OH)).
Segons la classificació de Nickel-Strunz, l'adamita pertany a «08.BA: Fosfats, etc. amb anions addicionals, sense H₂O, només amb cations de mida mitjana, (OH, etc.):RO₄ sobre 1:1» juntament amb els següents minerals: ambligonita, montebrasita, tavorita, triplita, zwieselita, sarkinita, triploidita, wagnerita, wolfeïta, stanĕkita, joosteïta, hidroxilwagnerita, arsenowagnerita, holtedahlita, satterlyita, althausita, eveïta, libethenita, olivenita, zincolibethenita, zincolivenita, auriacusita, paradamita, tarbuttita, barbosalita, hentschelita, latzulita, scorzalita, wilhelmkleinita, trol·leïta, namibita, fosfoel·lenbergerita, urusovita, theoparacelsita, turanita, stoiberita, fingerita, averievita, lipscombita, richel·lita i zinclipscombita.

## Formació i jaciments
Es troba habitualment en zones d'oxidació o humitat sobre menes de zinc. Habitualment és de color groc, però es tenyeix de verd per inclusions de coure. Normalment es presenta associada a la smithsonita, hemimorfita, escorodita, calcita, quars i limonita, entre d'altres.
Als territoris de parla catalana s'ha trobat adamita a la mina de Les Ferreres, a Rocabruna (Camprodon, Girona), a la mina Atrevida (Vimbodí, Tarragona), a la mina Linda Mariquita, a El Molar (Priorat, Tarragona), a la mina San José (Chóvar, Castelló) i a Can Pei (Montferrer, Pirineus Orientals).